# Piatra Fântânele
Piatra Fântânele – wieś w Rumunii, w okręgu Bistrița-Năsăud, w gminie Tiha Bârgăului. W 2011 roku liczyła 217 mieszkańców.